# Glava glasbruk
Glava glasbruk är en ort i Arvika kommun belägen vid sjön Stora Gla. 

## Historik

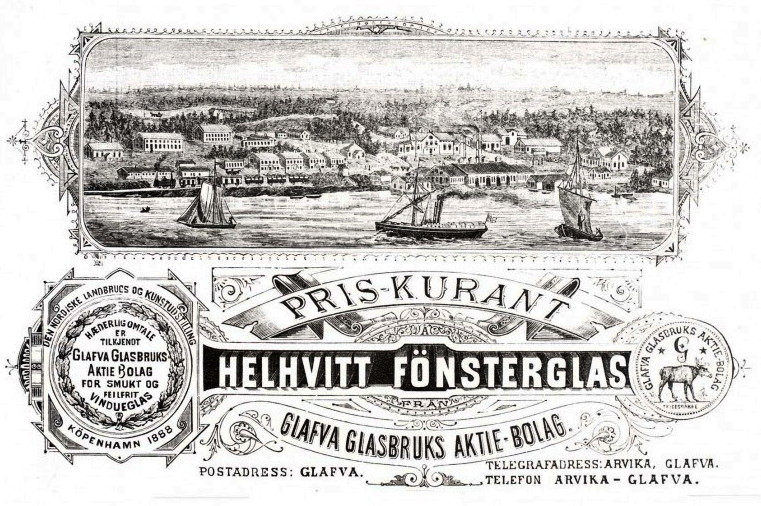
Glava Glasbruk priskurant.

Platsen var bebodd redan 1618 då gården Halvardsnäs omnämns i jordeboken. Halvardsnäs stora skogsegendom förvärvades 1857 av bröderna Anders och Petter Olsson som startade ett glasbruk vid Stora Gla. Deras skogar levererade bränslet till den energikrävande tillverkningsprocessen i glasbruket. 
År 1859 började produktionen av fönsterglas genom munblåsning. År 1873 bildades Glava Glasbruks AB. 1911 moderniserades anläggningen som vid den tiden svarade för 38 procent av Sveriges produktion av fönsterglas. Munblåsning pågick ända fram till 1927. Därefter infördes maskintillverkning av fönsterglas, vilket man då var ensam om i Sverige.
Orten Glava glasbruk byggdes upp kring företaget Glava glasbruk, och samhället växte i takt med fabrikens expansion. I mars 1939 lades produktionen av fönsterglas ner och de flesta byggnaderna revs. Degelkammaren fick vara kvar och har blivit glasbruksmuseum, glashytta och konserthall. Den gamla packkammaren nyttjas idag som utställningshall medan kontoret är vandrarhem. Smedjan och herrgården innehåller privatbostäder.